# Indonesia Open (badminton) de 1982
O Indonesia Open de 1982 de badminton foi realizado em Jakarta, de 21 a 25 de Agosto de 1982. Foi a primeira edição do torneio e a premiação foi de US$66,000.

## Resultados finais
| Categoria         | Campeões                         | Finalista                              | Placar              |
| ----------------- | -------------------------------- | -------------------------------------- | ------------------- |
| Simples Masculino | Icuk Sugiarto                    | Lius Pongoh                            | 15-9, 15-8          |
| Simples Feminino  | Verawaty Fajrin                  | Sumiko Kitada                          | 11-8, 12-10         |
| Duplas Masculinas | Rudy Heryanto Hariamanto Kartono | Christian Hadinata Jens Peter Nierhoff | 15–1, 10-15, 15–2   |
| Duplas Femininas  | Gillian Gilks Gillian Clark      | Atsuko Tokuda Yoshiko Yonekura         | 17-14, 14-17, 15-12 |
| Duplas Mistas     | Martin Dew Gillian Gilks         | Billy Gilliland Karen Chapman          | 5-15, 15–8, 15–10   |